# Andrzej Sokołowski (piłkarz ręczny)
Andrzej Sokołowski (ur. 23 listopada w 1948 w Komorznie.) – polski piłkarz ręczny, grający jako obrotowy, dwukrotny olimpijczyk (1972, 1976), brązowy medalista olimpijki (1976).

## Życiorys

### Kariera klubowa
Grę w piłkę ręczną rozpoczął jako piętnastolatek w Gwardia Opole. Jego pierwszym trenerem był Jan Pasoń, następnie trenował go Edward Hyla. W 1967 sięgnął z opolskim klubem mistrzostwo Polski juniorów. Od 1968 występował w Śląsku Wrocław, nosił pseudonimy boiskowe „Olaf” i „Sokół”. Z wrocławskim zespołem sięgnął kolejno po trzy tytuły mistrza Polski seniorów (1969, 1970, 1971) i siedem kolejnych tytułów mistrza Polski seniorów (1972, 1973, 1974, 1975, 1976, 1977, 1978), a także Puchar Polski w 1969 i 1976. Ponadto w 1978 zagrał w przegranym finale Pucharu Europy mistrzów krajowych. W latach 1978–1981 występował w belgijskiej drużynie HC Mechelen, w 1979 zdobył z nią tytuł mistrza Belgii. W lutym 1981 powrócił do Polski i gry w Śląsku Wrocław. W tym samym roku z wrocławskim klubem wywalczył Puchar Polski i brązowy medal mistrzostw Polski. W 1982 wywalczył swój ósmy w karierze tytuł mistrza Polski i czwarty w karierze Puchar Polski. W 1983 zdobył brązowy medal mistrzostw Polski. W kolejnych latach pracował w Śląsku jako trener. W styczniu 1987 ponownie wyjechał do Belgii. Przez półtora roku był zawodnikiem HC Apolloon Kortrijk, następnie trenerem tego zespołu (1987-1994 drużyny męskiej, 1994-1996 drużyny żeńskiej). Od 1996 do 2005 był trenerem trzecioligowej drużyny HC Izegem, którą w 1999 wprowadził do I ligi. W 2010 został trenerem żeńskiego zespołu DHT Middelkerke-Izegem.

### Kariera reprezentacyjna
W reprezentacji Polski seniorów debiutował 22 listopada 1969 w towarzyskim spotkaniu ze Szwecją. W 1970 wystąpił na mistrzostwach świata seniorów, zajmując z drużyna miejsce 13-16. miejsce. Zagrał tam we wszystkich trzech spotkaniach, zdobył jedną bramkę. Był wówczas zawodnikiem drugiego planu.  W 1972 zagrał na igrzyskach olimpijskich w Monachium, zajmując z zespołem 10. miejsce. Zagrał tam we wszystkich pięciu spotkaniach, zdobył jedną bramkę. Następnie stracił miejsce w kadrze (ominęły go m.in. mistrzostwa świata w 1974). Powrócił jednak do reprezentacji we wrześniu 1978 i w tym samym roku wystąpił na turnieju o Puchar Świata, gdzie polski zespół zajął 2. miejsce. On sam należał do podstawowych zawodników swojego zespołu, zdobył sześć bramek. Swój największy sukces międzynarodowy odniósł na igrzyskach olimpijskich w Montrealu (1976), gdzie zdobył brązowy medal. Zdobył tam sześć bramek, a w meczu decydującym o medalu wypracował cztery rzuty karne. Karierę reprezentacyjną zakończył na mistrzostwach świata w 1978, gdzie jego zespół zajął 6. miejsce, a on sam zdobył trzy bramki. Ostatni raz w biało-czerwonych barwach zagrał 2 lutego 1978. Łącznie w I reprezentacji Polski seniorów wystąpił 145 razy, zdobywając 192 bramki.
Był też mistrzem Spartakiady Armii Zaprzyjaźnionych (1972), dwukrotnie w tych zawodach zdobył brązowy medal (1973, 1976). W 1975 wywalczył brązowy medal akademickich mistrzostw świata (1975).
Został odznaczony Brązowym Medalem za Wybitne Osiągnięcia Sportowe (1976), odznaką Zasłużony Mistrz Sportu (1978) i Srebrnym Krzyżem Zasługi. W 1993 otrzymał Diamentową Odznakę Związku Piłki Ręcznej w Polsce. W 2008 został wybrany do najlepszej siódemki 90-lecia piłki ręcznej w Polsce na pozycji obrotowego.

### Życie prywatne
Mieszka w Kortrijk, w Belgii. Jego żona Krystyna ukończyła Akademię Wychowania Fizycznego we Wrocławiu, córka Jowita Sokołowska była reprezentantką Belgii w koszykówce.